# Janzenista kötés
A janzenista kötés olyan könyvkötési stílus, amit keskeny csipkeminta, apró sarokdíszek vagy monogram, illetve címer jellemez. Egyszerűségre törekvő stílus, amely Európa-szerte elterjedt, eredetileg azonban csak XIV. Lajos francia királynak készültek. A kötés alapanyagául a legfinomabban kidolgozott és festett szattyán szolgált. Nevét az 1640 körül alakult janzenista vallási mozgalomról kapta.